# Верховина-Быстрая
Верхови́на-Бы́страя (укр. Верховина-Бистра) — село в Ставненской сельской общине Ужгородского района Закарпатской области Украины.
Население по переписи 2001 года составляло 631 человек. Почтовый индекс — 89015. Телефонный код — 03135. Занимает площадь 24,622 км². Код КОАТУУ — 2120880801.